# 森多ヒロ
森多 ヒロ（もりた ヒロ、6月16日 - ）は、日本の漫画家。埼玉県久喜市出身。身長は186センチメートルで、森多によると『コロコロ』の漫画家史上、一番背が高い。

## 来歴

### 生い立ち
6月16日に生まれる。鳥山明の『ドラゴンボール』がきっかけとなり、絵を描き始める。一番好きな漫画に井上雄彦の『スラムダンク』を挙げている。よくドッジボールで遊ぶような小学生時代を過ごす。小学生のころ、友達と最初に行った映画に『ドラえもん のび太のパラレル西遊記』を挙げている。

### 漫画家として
畑健二郎のもとで、『ハヤテのごとく!』のアシスタントを経験する。
2014年、『週刊少年サンデー』（小学館）にて、14号より異色な巨大ヒーローを描いた『キリヲテリブレ』の連載を開始。子供のころからウルトラマンやゴジラが好きだった森多は、「大きいものは格好いい」と考え、同作を制作する。同作が初の連載作品となり、単行本第1巻が森多の初の単行本となる。
2015年7月15日発売の『月刊コロコロコミック』（同）8月号より、ベイブレードを題材とし、シリーズの第3弾となる『ベイブレードバースト』の連載を開始。森多にとって平成で一番嬉しかった出来事は、「『ベイブレードバースト』の連載が出来たこと」だという。

## 人物
好きな言葉は「重版」。好きなお笑い芸人は中田敦彦。
執筆にはパソコンを使用している。

## 作品リスト

### 連載
- キリヲテリブレ（小学館『週刊少年サンデー』2014年14号[8] - 2015年1号[14]、全4巻） - 初連載[7]。
- ベイブレードバースト（小学館『月刊コロコロコミック』2015年8月号[9] - 2022年1月号、『別冊コロコロコミック』2016年2月号 - 2021年4月号、2022年4月号、全20巻）
- ロジカル真王（小学館『別冊コロコロコミック』2021年12月号[15] - 、既刊3巻）

### 読切
- 犯人は私。（小学館『週刊少年サンデーS』2013年4月号[1]）

### その他
- 青山剛昌『名探偵コナン』連載20周年記念お祝いメッセージ（「コナン展」、2014年[16]） - 寄稿[16]
- 週刊少年サンデー編集部『めざせ！まんが家 PCでまんがを描こう！』（2014年10月17日発売[13]、小学館） - インタビュー掲載[13]
- 畑健二郎『ハヤテのごとく！』連載10周年記念特集（『週刊少年サンデー』2014年48号[17]） - 畑と親交のある漫画家として、同作のキャラクターのイラストとメッセージ寄稿[17]
- ロジカル真王（カードデザイン、2021年[15]）

## 関連人物
畑健二郎
師匠。畑の「サンデーまんが家BACKSTAGE」でアシスタント募集を見て応募し、アシスタントとなる。
つの丸
師匠。